# Bucculatrix gossypii
Bucculatrix gossypii är en fjärilsart som beskrevs av Turner 1926. Bucculatrix gossypii ingår i släktet Bucculatrix och familjen kronmalar. Inga underarter finns listade i Catalogue of Life.